# Daniel Brinkmann
Daniel Brinkmann (ur. 29 stycznia 1986 w Horn-Bad Meinberg) – niemiecki piłkarz grający na pozycji pomocnika, oraz trener piłkarski.

## Kariera klubowa
Juniorską karierę rozpoczynał w klubie TuS Horn-Bad Meinberg. Następnie był zawodnikiem m.in. TuS Eichholz-Remmighausen, SV Diestelbruch-Mosebeck, BV Bad Lippspringe oraz SC Paderborn 07. Jako zawodowiec zadebiutował w 2002 r. w niemieckim zespole SC Paderborn 07. Brinkmann spędził tam wcześniejsze lata swojej kariery, szkoląc się jako junior. Brinkmann uczestniczył z zespołem w rozgrywkach 2.bundesligi, gdzie w ciągu 5.lat utrzymywali się w tej lidze. Łącznie rozegrał w tym zespole 56 meczów, strzelając jedną bramkę. W sezonie 2008/2009 grał w Alemannii Aachen. W 2009 r. został zawodnikiem FC Augsburg, który uczestniczył w rozgrywkach 2.bundesligi. W ciągu 3 letniej karierzy w klubie z Augsburgu, Brinkmann rozegrał 66 meczów, z czego 15 w najwyżej lidze niemieckiej. W 2012 r. przeszedł do Energie Cottbus, a w 2014 do Arminii Bielefeld.

## Kariera reprezentacyjna
Daniel Brinkmann rozegrał tylko jeden mecz, ale w młodzieżowej reprezentacji Niemiec do lat 21.